# Steven St. Croix
Steven St. Croix (ur. 24 lutego 1968 w Los Angeles) – amerykański aktor i reżyser filmów pornograficznych, także malarz, kamieniarz, kucharz i tancerz.

## Życiorys

### Wczesne lata
Urodził się w Los Angeles w Kalifornii. Wychowywał się w rodzinie Świadków Jehowy. Uczęszczał do zasadniczej szkoły zawodowej.
Był z zawodu murarzem. Odkąd ukończył 14 lat pracował na budowie. Przeniósł się do Albuquerque, gdzie pracował w kilku różnych miejscach jako kucharz. Podjął też pracę jako lektor w porannym programie radia lokalnego, a następnie jako roznosiciel gazet. Znalazł się w Miami, gdzie wygrał casting do męskiej rewii w klubie 'Crazy Horse'. Tańczył również w męskiej rewii w Le'Bare w Fort Lauderdale. Potem na prośbę znajomego, który chciał założyć zespół, udał się do Los Angeles. Zajmował się także telemarketingiem, sprzedając na telefon materiały biurowe, łóżka Craftmatic i systemy Life Alert. 

### Kariera w branży porno
W grudniu 1992 roku zaczął pracować w branży filmów porno. Początkowo w biurze sprzedaży filmów zaproponowano mu pracę na stanowisku asystenta produkcji przy filmie Deep Throat 6 (1992), reżyserowanym przez Rona Jeremy’ego. W drugim dniu zdjęć do filmu został aresztowany jeden z aktorów za nieuregulowane żyranty. Produkcja została wstrzymana, gdy spółka starała się znaleźć kogoś, kto zastąpi teraz już uwięzionego wykonawcę. Po zapoznaniu się, że firma nie może znaleźć odpowiedniego zastępcę, Steven St. Croix zaproponował wziąć udział w scenie. W 1995 stał się pierwszym gwiazdorem, który podpisał umowę na wyłączność z Vivid Entertainment. W 1996 został ubezpieczony przez Lloyd’s of London na sumę miliona dolarów, po czym kupił motocykl Harley-Davidson. Dorabiał także jako model dla World Modeling Talent Agency w San Francisco.
Związał się potem z agencją Exotic Star Models. W parodii porno Pirates (Pirates XXX, 2005) i sequelu Pirates II: Stagnetti’s Revenge (2008) wystąpił jako Marco.
Opuścił przemysł filmowy pod koniec 2010 i powrócił na początku 2012. 

### Działalność poza przemysłem porno
Prowadził własną audycję radiową dla KSEX Radio. Był dublerem aktora Briana Boswortha, statystą na planie serialu NBC Słoneczny patrol (Baywatch) i tańczył w teledyskach Glorii Estefan i Jona Secady. Grał pilota Sił Ziemnych w telewizyjnym filmie fantastycznonaukowym TNT Babylon 5 - Narodziny (Original title: Babylon 5: In the Beginning, 1998). Pod pseudonimem Benjamin Banks pojawił się w jednym z odcinków serialu HBO Sześć stóp pod ziemią (Six Feet Under, 2002) – pt. Back to the Garden i komedii romantycznej Dziewczyna z sąsiedztwa (The Girl Next Door, 2004) jako karateka w filmie porno z Emile Hirschem i Elishą Cuthbert. W lutym 2013 opublikował e-book zatytułowany Gwiazda porno: Wszystko, co chcesz wiedzieć i wstydzisz się zapytać (Star: Everything You Want to Know and Are Embarrassed to Ask).
Z dala od przemysłu filmowego dla dorosłych, zamieszkał w Cannes, we Francji i prowadził małą galerię sztuki. Jako zapalony artysta malarz, przede wszystkim tworzył wielkoformatowe obrazy malowane akrylem. Jego twórczość jest mocno inspirowana ruchem ekspresjonistycznym.

## Życie prywatne
Spotykał się z producentką filmową Dyanną Lauren, Kaylani Lei, Lisą Lipps, Lexie Marie, Dyanną Lauren, Casey James, Kobe Tai, Jennifer Peace (1993), Houston (1995), Christy Canyon (1995), SaRenna Lee (2000), Jesse Jane (2005) i Mary Carey (2006). 
Określił siebie jako „libertarianina z republikańskimi skłonnościami biznesowymi”.

## Publikacje
- Steven St. Croix: Porn Star-Everything You Want To Know And Are Embarrassed To Ask. Kindle, 2013. ISBN 1-4928-5450-6.

## Nagrody
| Rok  | Nagroda                           | Kategoria                                                     | Film                                                      | Pozostali wykonawcy                                                                  |
| ---- | --------------------------------- | ------------------------------------------------------------- | --------------------------------------------------------- | ------------------------------------------------------------------------------------ |
| 1994 | AVN Award                         | Najlepszy scena seksu grupowego – wideo                       | A Blaze Of Glory (1993)                                   | Roxanne Blaze i Crystal Wilder                                                       |
| 1994 | XRCO Award                        | Najlepszy aktor, samotny wykonawca                            | Tito w Dog Walker (1994)                                  | –                                                                                    |
| 1995 | AVN Award                         | Najlepsza scena seksu w parze – film                          | Tito w Dog Walker (1994)                                  | Christina Angel                                                                      |
| 1995 | AVN Award                         | Najlepszy aktor – wideo                                       | Jack Spade w Chinatown (1994)                             | –                                                                                    |
| 1995 | NightMoves Award                  | Najlepszy aktor                                               | –                                                         | –                                                                                    |
| 1996 | AVN Award                         | Najlepszy aktor drugoplanowy – film                           | Forever Young (1994)                                      | –                                                                                    |
| 1997 | AVN Award                         | Najlepsza scena seksu grupowego – film                        | The Show 1 (1996)                                         | Christy Canyon, Vince Vouyer i Tony Tedeschi                                         |
| 1998 | AVN Award                         | Najlepszy aktor – film                                        | Roy Bag Boy w Bad Wives 1 (1997)                          | –                                                                                    |
| 2002 | Adam Film World                   | Najlepszy aktor                                               | kapitan Tyler w Planet of the Babes (2001)                | –                                                                                    |
| 2004 | AVN Award                         | Najlepszy aktor drugoplanowy – film                           | Looking In (2003)                                         | –                                                                                    |
| 2004 | AVN Award                         | Najlepsza scena seksu grupowego – film                        | Looking In (2003)                                         | Dru Berrymore, AnneMarie, Taylor St. Claire, Savanna Samson, Dale DaBone i Mickey G. |
| 2004 | NightMoves Award                  | Najlepszy aktor (wybór redakcji)                              | –                                                         | –                                                                                    |
| 2005 | AVN Award                         | AVN Hall of Fame (Aleja Sław)                                 | –                                                         | –                                                                                    |
| 2005 | KSEXradio Listener’s Choice Award | Gwiazda porno, którą chcieliby zobaczyć fani w programie KSEX | –                                                         | –                                                                                    |
| 2006 | Adam Film World Guide Award       | Aktor roku                                                    | Prisoner (2005)                                           | –                                                                                    |
| 2007 | Adam Film World Guide Award       | Aktor roku                                                    | Gary w Wonderland (2005)                                  | –                                                                                    |
| 2007 | XRCO Award                        | XRCO Hall of Fame (Aleja Sław)                                | –                                                         | –                                                                                    |
| 2009 | Ropey Volley Award                | Najlepszy aktor                                               | Faithless (2009)                                          | –                                                                                    |
| 2009 | Ropey Volley Award                | Najbardziej wściekła scena seksu                              | Faithless (2009)                                          | Kelli McCarty                                                                        |
| 2012 | FSC Award                         | Pozytywny wizerunek                                           | –                                                         | –                                                                                    |
| 2013 | XRCO Award                        | Najlepszy powrót                                              | –                                                         | –                                                                                    |
| 2013 | XRCO Award                        | Najlepszy aktor                                               | Drew w Torn (2012)                                        | –                                                                                    |
| 2013 | AVN Award                         | Najlepszy aktor                                               | Drew w Torn (2012)                                        | –                                                                                    |
| 2013 | XRCO Award                        | Najlepszy aktor                                               | Drew w Torn (2012)                                        | –                                                                                    |
| 2013 | NightMoves Award                  | NightMoves Lifetime Achievement Award                         | –                                                         | –                                                                                    |
| 2014 | XCritic Award                     | Najlepszy aktor                                               | Anthony w Wetwork (2014)                                  | –                                                                                    |
| 2015 | AVN Award                         | Najlepszy aktor                                               | Anthony w Wetwork (2014)                                  | –                                                                                    |
| 2015 | XBIZ Award                        | Najlepszy aktor – film                                        | Anthony w Wetwork (2014)                                  | –                                                                                    |
| 2015 | XCritic Award                     | Najlepszy aktor – film                                        | Anthony w Wetwork (2014)                                  | –                                                                                    |
| 2015 | XRCO Award                        | Najlepszy aktor – film                                        | Anthony w Wetwork (2014)                                  | –                                                                                    |
| 2015 | NightMoves Award                  | Najlepszy wykonawca (wybór redakcji)                          | –                                                         | –                                                                                    |
| 2016 | XBIZ Award                        | Najlepszy aktor                                               | szeryf Clayton w Wanted (2015)                            | –                                                                                    |
| 2016 | AVN Award                         | Najlepszy aktor drugoplanowy                                  | Hook / Clive w Peter Pan XXX- An Axel Braun Parody (2015) | –                                                                                    |